# Hidrogén-bromid
A hidrogén-bromid (HBr), régies nevén bróm-hidrogén szobahőmérsékleten színtelen, szúrós szagú, levegőn füstölgő, vízben oldódó, mérgező gáz.

## Tulajdonságai
Vízben jól oldódik, telített oldata szobahőmérsékleten 68,85%-os. Oldódás közben ionokra disszociál:
{\displaystyle \mathrm {HBr+H_{2}O\rightleftharpoons H_{3}O^{+}+Br^{-}} \,\!}
Vizes oldata erős sav, sói a bromidok. 800 °C körül vagy ultraibolya sugárzás hatására elemeire bomlik.

## Előállítása
Laboratóriumi előállítása történhet foszfor-tribromid hidrolízisével:
{\displaystyle \mathrm {PBr_{3}+3\ H_{2}O\rightarrow 3\ HBr+H_{3}PO_{3}} \,\!}
vagy bróm és vörösfoszfor reakciójával:
{\displaystyle \mathrm {2P+6\ H_{2}O+3\ Br_{2}\rightarrow 6\ HBr+2\ H_{3}PO_{3}} \,\!}
{\displaystyle \mathrm {H_{3}PO_{3}+H_{2}O+Br_{2}\rightarrow 2\ HBr+H_{3}PO_{4}} \,\!}
Fém-bromidokból felszabadítható a hidrogén-bromid, de tömény kénsav alkalmazásakor annak oxidáló hatása miatt bróm is keletkezik, ezért tömény foszforsavat célszerű használni.
Iparilag hidrogén és bróm platina vagy azbeszt katalizátor jelenlétében 200-400 °C-on végzett reakciójával állítják elő.

## Felhasználása
Főként szervetlen bromidok, valamint alkil-bromidok előállítására használják. Utóbbiak előállíthatók alkoholokból:
{\displaystyle \mathrm {ROH+HBr\rightarrow R^{+}OH_{2}+Br^{-}\rightarrow RBr+H_{2}O} }
vagy alkének közvetlen HBr addíciójával:
{\displaystyle \mathrm {RCH\!\!=\!\!CH_{2}+HBr\rightarrow RCH(Br)\!\!-\!\!CH_{3}} }
Számos szerves kémiai reakcióban katalizátorként is használják.